# Nam Tư tan rã
Sự tan rã của Nam Tư xảy ra do kết quả của một loạt các biến động chính trị và xung đột trong thời gian đầu thập niên 1990. Sau một thời gian khủng hoảng chính trị trong thập niên 1980, các nước cộng hòa Cộng hòa Liên bang Xã hội chủ nghĩa Nam Tư tách ra, nhưng những vấn đề chưa được giải quyết gây ra các cuộc chiến liên sắc tộc ác liệt ở Nam Tư. Những cuộc chiến tranh này chủ yếu ảnh hưởng nhiều tới Bosnia và Croatia.
Sau chiến thắng của phe cộng sản trong chiến tranh thế giới II, Nam Tư được thiết lập thành một liên minh gồm sáu nước cộng hòa, với đường biên giới được vẽ dọc theo đường dân tộc và lịch sử: Slovenia, Croatia, Bosna và Hercegovina, Serbia, Montenegro và Macedonia. Ngoài ra, hai tỉnh tự trị cũng đã được thành lập bên trong Serbia: Vojvodina và Kosovo. Mỗi nước cộng hòa đã có chi nhánh riêng của mình ở đảng Liên đoàn Cộng sản Nam Tư cũng như ở tầng lớp cầm quyền, và bất kỳ căng thẳng đã được giải quyết ở cấp Liên bang. Mô hình tổ chức nhà nước Nam Tư, như một "trung đạo" giữa kinh tế kế hoạch và tự do, đã đạt được một thành công tương đối, và đất nước đã trải qua một thời kỳ tăng trưởng kinh tế mạnh mẽ và ổn định tương đối về chính trị cho đến thập niên 1980, dưới sự cai trị cứng rắn của tổng thống suốt đời Josip Broz Tito. Sau khi ông qua đời vào năm 1980, hệ thống suy yếu của chính phủ liên bang còn lại không thể đối phó với những thách thức kinh tế và chính trị gia tăng.
Vào những năm 1980, người Albani ở Kosovo bắt đầu yêu cầu tỉnh tự trị của họ được cấp tư cách của một nước cộng hòa cấu thành, bắt đầu từ các cuộc biểu tình năm 1981. Căng thẳng sắc tộc giữa người Albani và Kosovo Serbs vẫn ở mức cao trong cả thập kỷ, dẫn đến sự tăng trưởng trên khắp Nam Tư của người Serb đối với sự tự trị cao của các tỉnh và hệ thống đồng thuận không hiệu quả ở cấp liên bang, được coi là một trở ngại cho lợi ích của người Serb. Năm 1987, Slobodan Milošević lên nắm quyền ở Serbia, và thông qua một loạt các động thái dân túy giành được quyền kiểm soát trên thực tế đối với Kosovo, Vojvodina và Montenegro, thu hút được sự ủng hộ cao của người Serb đối với các chính sách tập trung của ông. Milošević đã gặp phải sự phản đối của các nhà lãnh đạo đảng của các nước cộng hòa phía tây của Slovenia và Croatia, những người cũng ủng hộ dân chủ hóa đất nước lớn hơn theo các cuộc cách mạng năm 1989 ở Đông Âu. Liên đoàn những người cộng sản Nam Tư đã giải thể vào tháng 1 năm 1990 dọc theo các đường liên bang. Các tổ chức cộng sản Cộng hòa trở thành các đảng xã hội riêng biệt.
Trong năm 1990, những người xã hội chủ nghĩa (cựu cộng sản) đã mất quyền lực đối với các đảng ly khai dân tộc trong cuộc bầu cử đa đảng đầu tiên được tổ chức trên khắp đất nước, ngoại trừ ở Serbia và Montenegro, nơi Milošević và các đồng minh của ông giành chiến thắng. Hùng biện dân tộc trên tất cả các mặt trở nên ngày càng nóng. Trong khoảng thời gian từ tháng 6 năm 1991 đến tháng 4 năm 1992, bốn nước cộng hòa tuyên bố độc lập (chỉ có Serbia và Montenegro vẫn được liên minh), nhưng tình trạng của người Serb bên ngoài Serbia và Montenegro, và của người dân tộc Croatia bên ngoài Croatia, vẫn chưa được giải quyết. Sau một loạt các sự cố liên sắc tộc, Chiến tranh Nam Tư xảy ra sau đó, đầu tiên là ở Croatia và sau đó, nghiêm trọng nhất là ở đa sắc tộc Bosnia và Herzegovina. Các cuộc chiến đã để lại thiệt hại kinh tế và chính trị lâu dài trong khu vực, vẫn cảm nhận được hàng thập kỷ sau đó.

## Bối cảnh
Nam Tư chiếm một phần đáng kể của bán đảo Balkan, bao gồm một dải đất trên bờ biển phía đông của Biển Adriatic, trải dài về phía nam từ Vịnh Trieste ở Trung Âu đến cửa Bojana cũng như Hồ Prespa và phía đông cho đến tận như Cổng sắt trên sông Danube và Midžor trên dãy núi Balkan, do đó bao gồm một phần lớn của Đông Nam Âu, một khu vực có lịch sử xung đột sắc tộc.
Các yếu tố quan trọng thúc đẩy sự bất hòa liên quan đến các yếu tố lịch sử và đương đại, bao gồm sự hình thành Vương quốc Nam Tư, sự tan vỡ đầu tiên và các cuộc chiến tranh chính trị và diệt chủng giữa các sắc tộc và chính trị trong Thế chiến II, ý tưởng về Đại Serbia, Đại Croatia, Đại Albania và những quan điểm trái ngược nhau về Pan-Slavism, và sự công nhận đơn phương của một nước Đức mới thống nhất của các nước cộng hòa ly khai.
Trước Thế chiến II, những căng thẳng lớn nảy sinh từ lần đầu tiên, chế độ đa sắc tộc của vương quốc Nam Tư và chế độ thống trị chính trị và nhân khẩu học của người Serb. Cơ bản cho những căng thẳng là các khái niệm khác nhau của nhà nước mới. Người Croatia và người Slovenia dự tính một mô hình liên bang nơi họ sẽ được hưởng quyền tự trị lớn hơn so với một vùng đất riêng biệt dưới Áo-Hung. Dưới thời Áo-Hung, cả người Slovenia và người Croatia đều được hưởng quyền tự chủ với tự do trong giáo dục, luật pháp, tôn giáo và 45% thuế. Người Serb có xu hướng xem các vùng lãnh thổ như một phần thưởng xứng đáng cho sự ủng hộ của họ đối với các đồng minh trong Thế chiến I và nhà nước mới như là một phần mở rộng của Vương quốc Serbia.  
Căng thẳng giữa người Croatia và người Serb thường nổ ra xung đột mở, với cấu trúc an ninh do người Serb thống trị thực hiện áp bức trong cuộc bầu cử và vụ ám sát tại quốc hội của các nhà lãnh đạo chính trị Croatia, bao gồm Stjepan Radić, người chống lại chủ nghĩa tuyệt đối của quốc vương Serbia. Vụ ám sát và vi phạm nhân quyền là chủ đề quan tâm của Liên đoàn Nhân quyền và những tiếng nói phản đối từ các trí thức, bao gồm cả Albert Einstein. Chính trong môi trường áp bức này, nhóm nổi dậy cực đoan (sau này là chế độ độc tài phát xít), Ustaše đã được thành lập.
Trong Thế chiến II, sự căng thẳng bên trong đất nước này đã bị các lực lượng phe chiếm đóng khai thác bằng việc thành lập một quốc gia bù nhìn Croatia bao gồm nhiều Croatia và Bosnia và Herzegovina ngày nay. Các thế lực của phe Trục đã đưa người của Ustaše làm các lãnh đạo của Nhà nước Độc lập Croatia.
Người Ustaše giải quyết rằng thiểu số người Serbia là một đội quân thứ năm của chủ nghĩa bành trướng của người Serbia và theo đuổi chính sách đàn áp người Serb. Chính sách này đã ra lệnh rằng một phần ba dân tộc thiểu số Serbia sẽ bị giết, một phần ba bị trục xuất và một phần ba chuyển sang Công giáo và bị đồng hóa thành người Croatia. Ngược lại, người Chetnik theo đuổi chiến dịch đàn áp của chính họ đối với những người không phải người Serb ở các vùng của Bosnia và Herzegovina, Croatia và Sandžak theo kế hoạch của Moljević ("Về Nhà nước và Biên giới của nó") và các sắc lệnh của Draža Mihailović bao gồm "việc làm sạch mọi hiểu biết về và căng thẳng bên trong quốc gia".